# Penthimia scapularis
Penthimia scapularis är en insektsart som beskrevs av William Lucas Distant 1908. Penthimia scapularis ingår i släktet Penthimia och familjen dvärgstritar. Inga underarter finns listade i Catalogue of Life.